# Moviment de Protecció dels Ferrocarrils

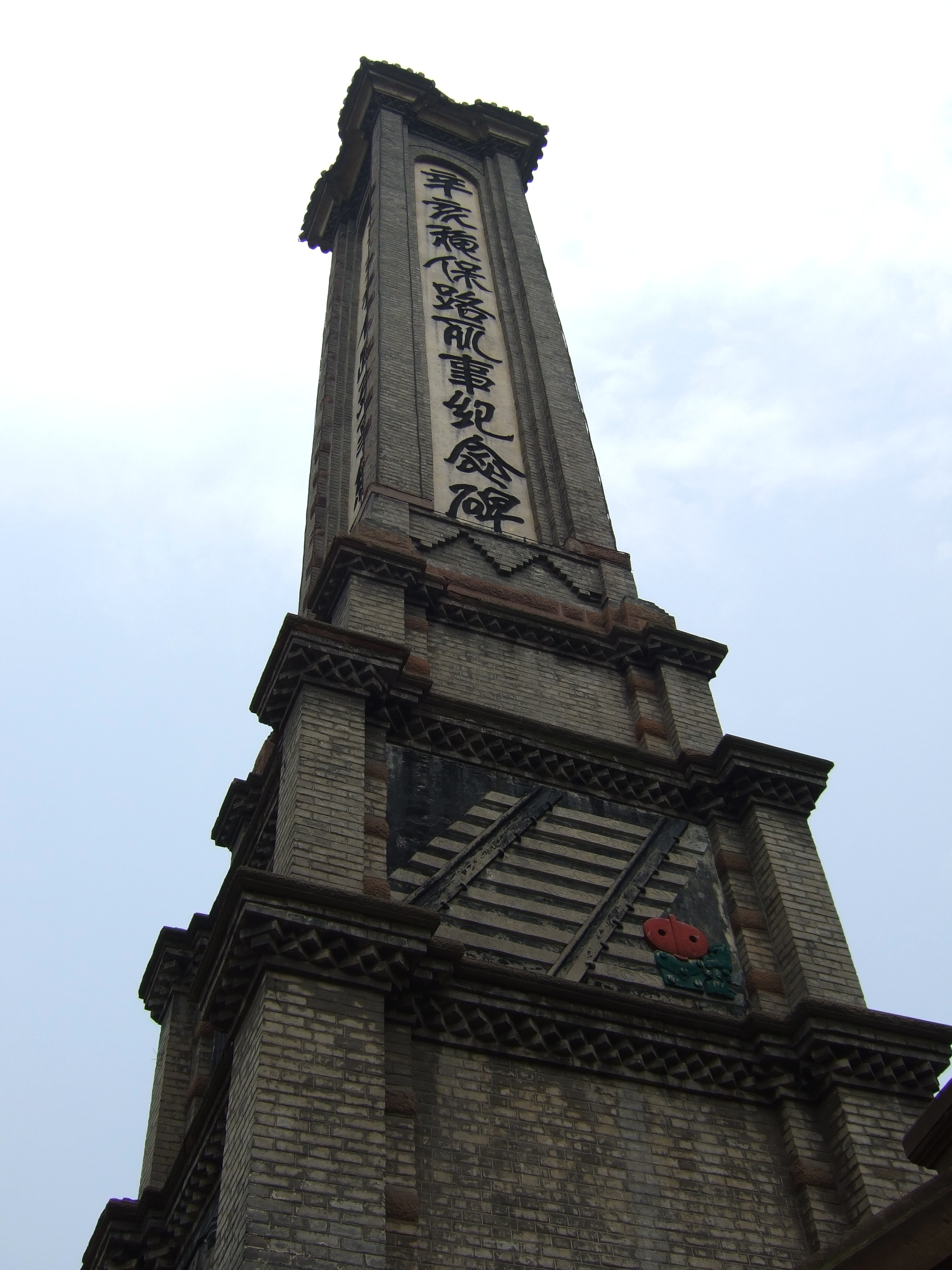
Monument en memòria dels morts durant el Moviment a Chengdu

Després del final de la Primera Guerra Sinojaponesa (1895) i un cop finalitzada la Rebel·lió dels bòxers fins i tot l'emperadriu s'adonava que la Xina no podria sobreviure sense reformes. El 1908 Pu Yi accedeix al tro però, finalment, dinastia Qing va sucumbir arran de dos conflictes : el Moviment de Protecció dels Ferrocarrils (xinès simplificat:保路运动; xinès tradicional: 保路運動) i l'aixecament de Wuchang.
El govern manxú es va proposar nacionalitzar el transport ferroviari i posar-lo sota el control d'estrangers,que els havien finançat i construït, davant la impossibilitat de no poder dur a terme línies noves mitjançant fons autòctons. El 1911 esclaten incidents (protestes i vagues) que en ser reprimides durament van derivar en una onada antimanxú i, finalment, els republicans amb la col·laboració de societats secretes van forçar la situació i van iniciar la revolució Xinhai.